# Incendi forestal de Fort McMurray

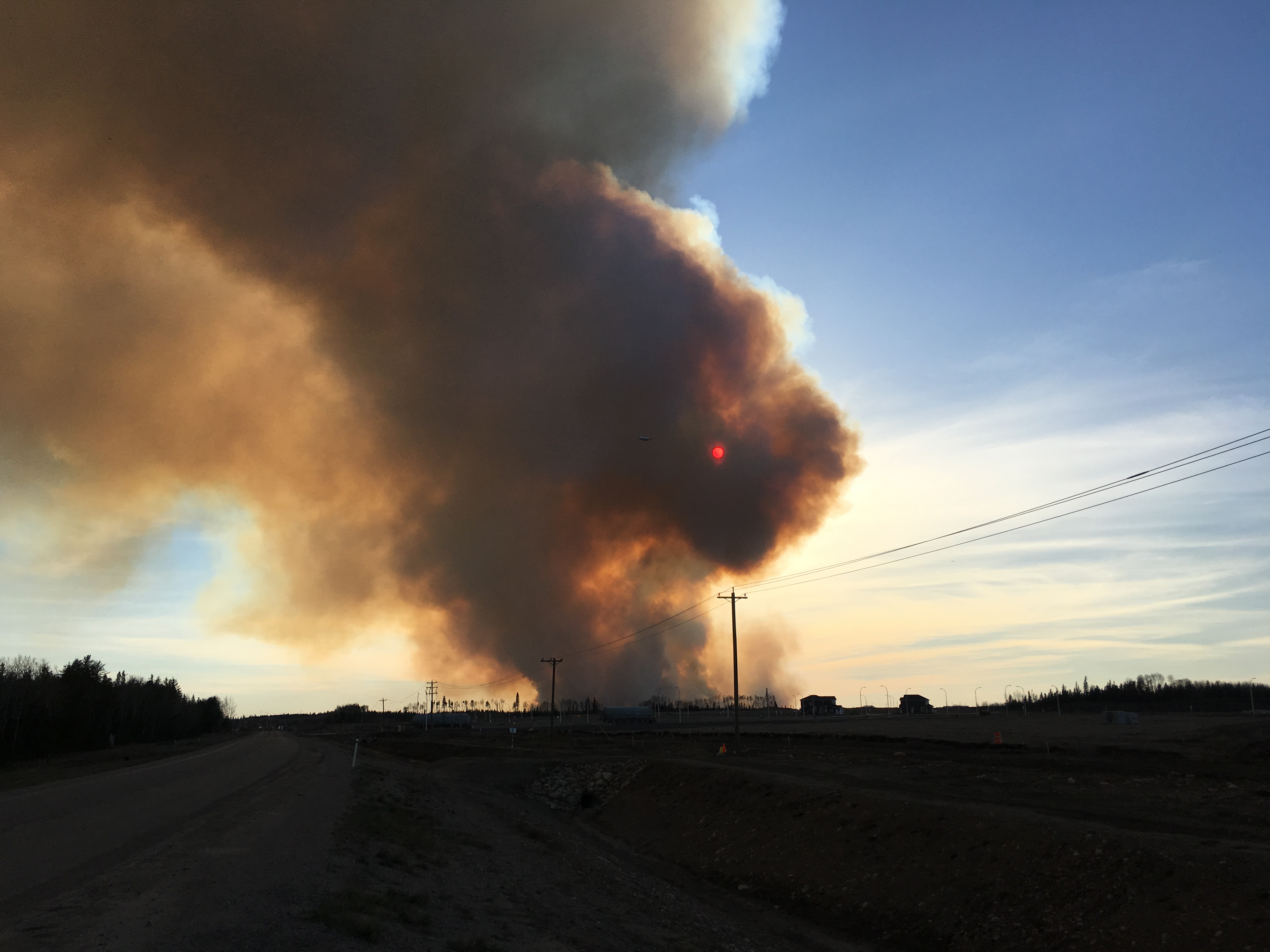
Vista de l'incendi el 1r. maig.

L'incendi de Fort McMurray és un Incendi forestal que es va declarar l'1 de maig de 2016 en el sector urbà de Fort McMurray de la municipalitat regional de Wood Buffalo, a Alberta, a l'Oest del Canadà. L'incendi va prendre ràpidament grans proporcions fins al punt d'amenaçar seriosament la localitat, fent decidir a les autoritats a evacuar-la en gairebé completament; aproximadament 100.000 habitants foren implicats en l'evacuació.

## Progressió de l'incendi
Arran del gran foc de bosc accidental que l'1 de maig de 2016, es declarà al sud-oest de la ciutat de Fort McMurray, aquell mateix dia, les autoritats van donar l'ordre d'evacuació dels llocs anomenats Prairie Creek i Gregoire. A continuació, davant la magnitud de l'incendi, que progressà per raó de les condicions meteorològiques afavoridores (temperatures elevades per a l'estació de l'any, forts vents i feble grau d'higrometria), les autoritats van decretar el 4 de maig l'evacuació de les localitats d'Anzac, Gregoire Lake Estates, i Fort McMurray First Nation, que representen aproximadament unes 88.000 persones. L'avanç de l'incendi prosseguí, arribant – a data del 5 de maig – a 7500 hectàrees destrossades i 2000 habitatges destruïts en diferents llocs de l'aglomeració de Fort McMurray, malgrat la intervenció de forts mitjans de lluita anti-foc i fins i tot, la mobilització de l'exèrcit canadenc.

### Dissabte 7 de maig
L'incendi va duplicar la seva grandària de forma alarmant en un dia (dissabte dia 7) i les autoritats van advertir que la situació a la regió bituminosa d'Alberta era "impredictiblement perillosa ". L'incendi havia arrasat més de 200.000 hectàrees cap a la mitjanit del dissabte dia 7 de Maig

## Impacte

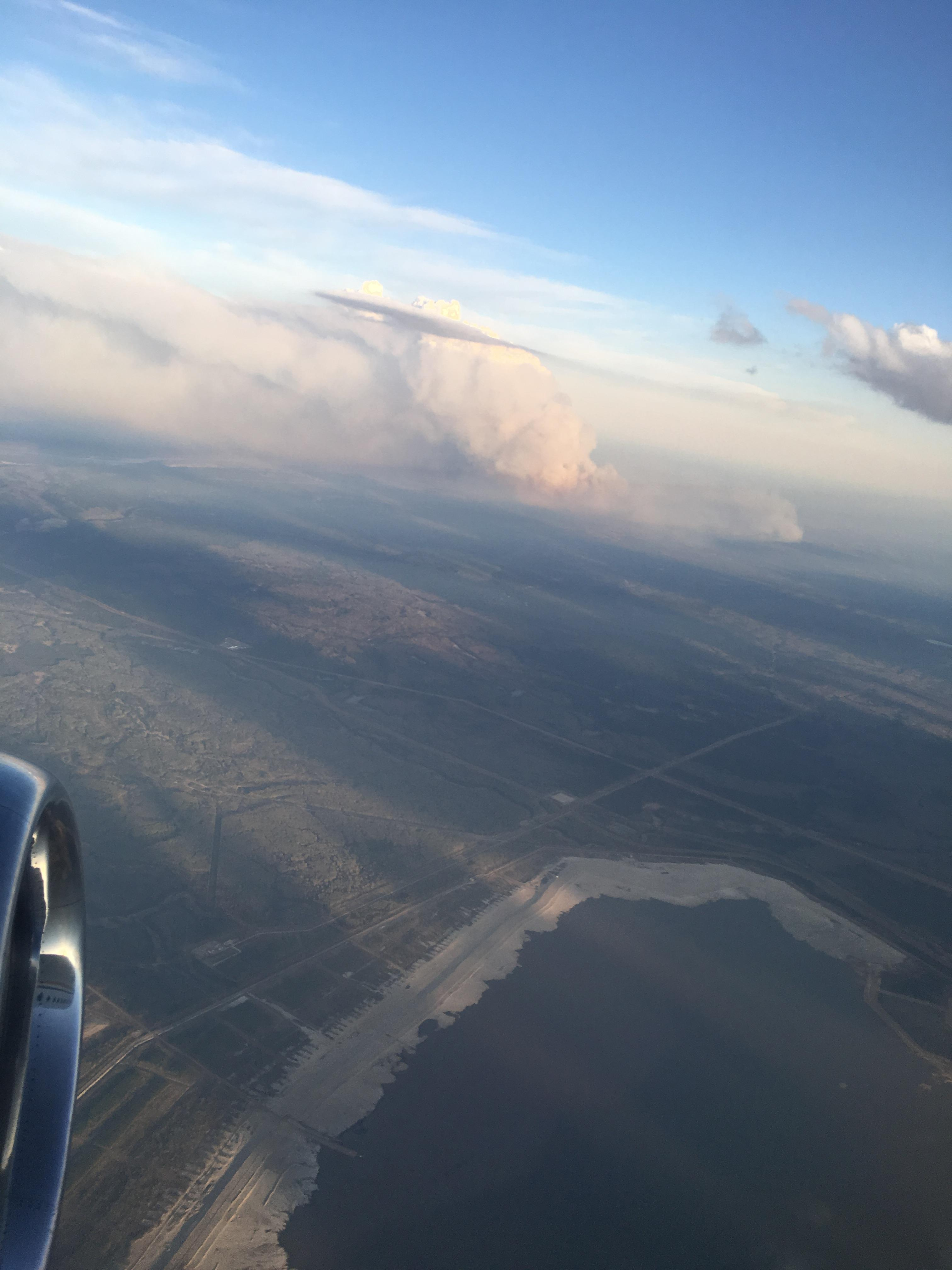
Vista aèria

## Barris
-A les 5:15 p.m. MDT del 5 de maig de 2016-, la Municipalitat Regional de Wood Buffalo havia notificat els següents danys a les comunitats de Fort McMurray:
- Aeroport - danys menors en les estructures exteriors, infraestructures primàries intactes
- Abasand - Pèrdua del 50 per cent dels habitatges
- Beacon Hill - Pèrdua del 70 per cent de les llars
- Dickinsfield - Dues cases perdudes
- Centre - Una casa perduda
- Draper - S'estan avaluant els danys
- Grayling Terrace - Quatre cases perdudes i sis amb danys
- Gregoire - No es va veure afectat
- Nord Parsons - Escola sense acabar perduda
- Saline Creek - No es va veure afectat
- Saprae Creek - aproximadament el 30 per cent amb danys significatius
- Stone Creek - Zona de foc actiu
- Timberlea - 13 remolcs perduts
  - Blackburn Drive - Tres incendis d'estructures
  - Walnut Crescent - Aproximadament 15 incendis d'estructures
- Thickwood - Una casa perduda
- Waterways - Pèrdua del 90 per cent dels habitatges
- Wood Buffalo - Al voltant de 30 cases perdudes